# Китайский луковый минёр
Китайский луковый минёр (лат. Liriomyza chinensis) — вид двукрылых из семейства минирующих мух.

## Описание
Длина крыла 1,5-1,9 мм. Третий членик усиков угловатый. Щиток чёрный. От других видов достоверно отличается только по характеристикам гениталий самцов. Эдеагус у Liriomyza chinensis крупнее, чем у схожих видов (Liriomyza cepae и Liriomyza nietzkei), с одной парой длинных тёмных трубочек, в основном окружённых такой же тёмной, широкой базальной оболочкой с коротким, узким стеблем (мезофаллусом). Сурстиль отсутствует, но его, возможно, замещает дополнительный шип на внутренней вентральной поверхности эпандрия. У личинок имеется 7-8 пор на переднем дыхальце и 8-10 пор на заднем дыхальце.

## Биология
Личинки минируют различные виды лука. Иногда становятся основными вредителями этих сельскохозяйственных культур. Самки живут до двух недель и за это время откладывают в среднем около 100 яиц. Развитие от яйца до имаго в лабораторных условиях составляет в среднем от 17,1 (30 °C) до 69,6 (при 15 °C) дней. Личинки попеременно питаются под эпидермисом листа и внутренним слоем клеток вдоль полой поверхности стебля, мины при этом могут казаться сплошными или прерывистыми. В течение летнего сезона успевает развиться 3-4 поколения. Зимует на стадии куколки в почве. Вид имеет низкую холодостойкость, при температуре ниже 5 °C в эксперименте все куколки погибали. Во Вьетнаме доминирующим естественным врагом является наездник-эвлофид Neochrysocharis okazakii.
В Японии обнаружены два биотипа китайского лукового минёра, которые образовывали отличающиеся по форме мины. Личинки первого проделывали прерывистые мины, а второго — непрерывные. Эти формы отличались также особенностями митохондриального гена mtCOI.

## Распространение
Встречается восточной части Палеарктики и некоторых частей Ориентальной области. В 1980-х годах завезен во Францию. В России впервые отмечен в середине 1990-х и начале 2000-х годов в Приморском крае, на Кавказе и Предкавказье.